# Roy Granville
Roy Granville (* 12. August 1910 in Los Angeles, Kalifornien; † September 1986 in Mesa, Arizona) war ein US-amerikanischer Tontechniker, der zweimal für einen Oscar sowie ein weiteres Mal für einen Primetime Emmy Award nominiert war.

## Leben
Granville begann seine Karriere als Tontechniker in der Filmwirtschaft Hollywoods bei dem 1935 von William Nigh inszenierten Kriminalfilm The Headline Woman mit Heather Angel, Roger Pryor und Ford Sterling. Er war bis 1968 an der Herstellung von rund vierzig Filmen beteiligt.
Bei der Oscarverleihung 1944 war Granville erstmals für den Oscar für die besten Spezialeffekte nominiert, und zwar mit Vernon L. Walker und James G. Stewart für den unter der Regie von Richard Wallace entstandenen Kriegsfilm Ohne Rücksicht auf Verluste (Bombardier, 1943) mit Pat O’Brien, Randolph Scott und Anne Shirley.
Eine zweite Nominierung für den Oscar für die besten Spezialeffekte erhielten er, Vernon L. Walker und James G. Stewart 1945 für die Kriegsfilmromanze Days of Glory (1944) von Jacques Tourneur mit Gregory Peck, Tamara Toumanova und Alan Reed.
1972 wurde Granville gemeinsam mit Eddie Nelson und George Porter für einen Primetime Emmy Award für herausragende Verdienste bei der Filmtonmischung nominiert für den von Jacques-Yves Cousteau inszenierten Fernsehserie Geheimnisse des Meeres (The Undersea World of Jacques Cousteau, 1968) nominiert.

## Filmografie (Auswahl)
- 1935: The Headline Woman
- 1935: Waterfront Lady
- 1935: Fünf Jahre und ein Tag danach (Tumbling Tumbleweeds)
- 1935: The Fighting Marines
- 1936: Wie vom Winde verweht (The Lonely Trail)
- 1943: Ohne Rücksicht auf Verluste (Bombardier)
- 1944: Days of Glory
- 1946: Sunset Pass
- 1946: Vacation in Reno
- 1947: Born to kill
- 1948: Der Colt sitzt locker (Indian Agent)
- 1963: Eine total, total verrückte Welt (It’s a Mad, Mad, Mad, Mad World)
- 1968: Geheimnisse des Meeres (The Undersea World of Jacques Cousteau)